# Emil Strankmüller

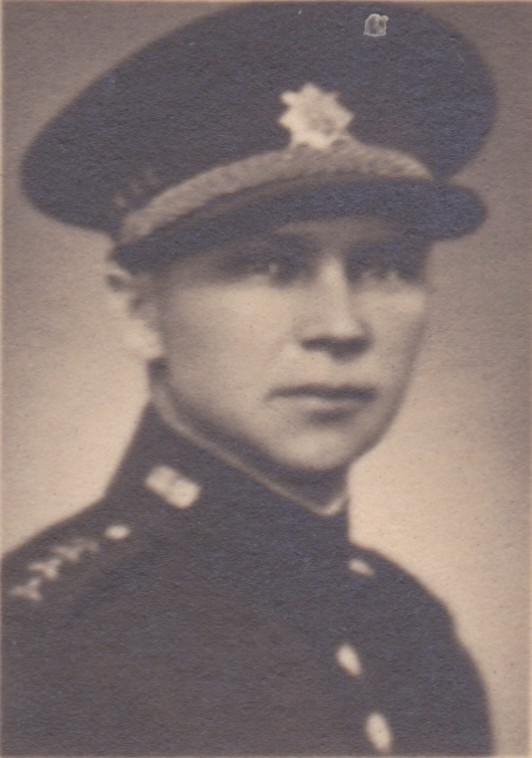
Emil Strankmüller, 1934

Emil Strankmüller (* 26. Februar 1902 in Wien; † 28. Februar 1988 in Písek) war ein tschechoslowakischer Offizier und Nachrichtendienstler.

## Leben und Tätigkeit
Nach dem Schulbesuch trat Strankmüller im Oktober 1922 in die Militärakademie in Hranice ein. Später wurde seine Ausbildung an der Artillerieschule in Olmütz vertieft. Von Oktober 1931 bis Oktober 1934 studierte er an der Kriegsakademie in Prag. Außerdem diente er als Leiter der 2. und 4. Abteilung der 8. Division in Hranice. In der zweiten Hälfte der 1930er Jahre übernahm er führende Aufgaben im tschechoslowakischen Militärnachrichtendienst.
Angesichts der Besetzung der Tschechoslowakei durch das Deutsche Reich im April 1939 wurde Strankmüller zusammen mit seinem Vorgesetzten František Moravec nach Großbritannien ausgeflogen. Während des Zweiten Weltkrieges war er stellvertretender Leiter des Nachrichtendienstes der tschechoslowakischen Exilarmee und -Regierung. In dieser Stellung war er von 1939 bis 1940 in Schweden, Jugoslawien und den Niederlanden sowie in Frankreich mit dem Aufbau eines Agentennetzes und anderen nachrichtendienstlichen Aufgaben befasst. So war er auch an den Vorbereitungen der Operation Anthropoid, des Attentates auf Reinhard Heydrich beteiligt.
Von den nationalsozialistischen Polizeiorganen wurde Strankmüller nach Kriegsbeginn als wichtige Zielperson eingestuft: Im Frühjahr 1940 setzte das Reichssicherheitshauptamt in Berlin ihn auf die Sonderfahndungsliste G.B., ein Verzeichnis von Personen, die im Falle einer erfolgreichen deutschen Invasion Großbritanniens durch die Sonderkommandos der SS-Einsatzgruppen mit besonderer Priorität ausfindig gemacht und verhaftet werden sollten.
Im Juni 1945 kehrte Strankmüller in die Tschechoslowakei zurück. Im Oktober 1946 wurde er zum Obersten ernannt. Im Oktober 1948 wurde Strankmüller in den Ruhestand versetzt. Offiziell wurde dies mit gesundheitlichen Gründen gerechtfertigt, tatsächlicher Hintergrund dieser Maßnahme war jedoch, dass man ihn nach dem kommunistischen Februarumsturz als unzuverlässig ansah. Kurz darauf wurde er verhaftet und 1951 in ein Zwangsarbeitslager verbracht und seines militärischen Ranges enthoben.
Nach seiner Haftentlassung arbeitete Strankmüller als Müllmann und Hausmeister. In den 1960er Jahren wurde er teilweise rehabilitiert. In der Folgezeit schrieb er zwei Werke über den tschechoslowakischen Nachrichtendienst während der Zeit zwischen den beiden Weltkriegen und der deutschen Besatzung. Am 28. Oktober 1992 wurde Strankmüller postum zum Generalmajor befördert.

## Schriften
- "O spolupráci československé a sovětské vojenské rozvědky v Praze a v Londýně", in: Slovanský přehled 54, č. 1, (1968) S. 72–79.
- Československé ofenzivní zpravodajství v letech 1937 do 15. března 1939. Odboj a revoluce 1968, S. 42–73.
- Československé ofenzivní zpravodajství od března 1939. Odboj a revoluce 1970, S. 189–229.